# José Félix de Restrepo
José Félix de Restrepo (Sabaneta, 1760 - Bogotá, 1832) foi um educador, juiz e jurista da Antioquia (Antioquia é um departamento da Colômbia). Foi o pioneiro da abolição da escravatura.
Uma frase famosa: "Se é necessário cometer uma injustiça para que não se colapse o universo, deixe que o universo entre em colapso."

## Biografia
José Félix de Restrepo exerceu um papel decisivo na difícil época de guerras e atritos da Independência. Como independentista, foi influenciado por um grande número de jovens pró-Independência, entre eles Francisco Antonio Zea, Camilo Torres e Francisco José de Caldas.
A partir da declaração de independência absoluta da Colômbia em 1810, se vinculou aos movimentos de libertação. Fugindo da perseguição realista, se instalou em Medellín em 1812, quando governava em Antioquia o ditador Juan del Corral, com quem elaborou a lei de liberdade de ventres dos escravos em Antioquia. Para não cair em mãos do regime do terror imposto pelo pacificador Pablo Morillo, teve que fugir pouco depois para lugares montanhosos e afastados de Antioquia.

## Conciliador e mediador
Em uma época, atuou como mediador entre espanhóis e patriotas, mas opôs-se aos confiscos destes últimos, além de atuar como seu advogado e defensor. Liderou a negociação de paz mediante juramento de fidelidade ao rei, que devia fazer esta cidade à Juan de Sámano, enquanto que no leste Simón Bolívar tentava reconquistar a soberania de Nova Granada, perdida em 1813.
Restrepo foi um conciliador cauteloso e prudente com o governo espanhol durante os três anos da Expedição Pacificadora. Foi assessor do vice-rei José de Ezpeleta e síndico procurador ante o governador realista da província de Antioquia.